# Rawannawi
Rawannawi – miasto w Kiribati na atolu Marakei; 1800 mieszkańców (2006). Przemysł spożywczy.